# مالونو
مالونو (به ایتالیایی: Malonno) یک کومونه در ایتالیا است که در استان برشا واقع شده‌است.

## خصوصیات
مالونو ۳۰ کیلومترمربع مساحت و ۳٬۳۵۸ نفر جمعیت دارد و ۵۹۶ متر بالاتر از سطح دریا واقع شده‌است.